# Tuc de Houns
Le tuc de Houns (du gascon tuc : butte) est le vestige d'une motte castrale du XIe siècle. Il se situe sur la commune de Saint-Paul-en-Born, dans le département français des Landes.

## Présentation
Le tuc de Houns est l'une des sept mottes castrales dont on a retrouvé les vestiges dans le pays de Born. Aux XIe et XIIe siècles, il se situait à quelques centaines de mètres de l'ancien village de Saint-Paul, occupant le site de l'antique Segosa. Son nom vient de tuc, mot gascon pour butte, et de Houns, venant vraisemblablement de Pierre de Homs (Pedro de Hon), homme d'armes du roi d'Angleterre, qui y fait édifier une maison forte en 1255, par concession du roi Henri III d'Angleterre pour défendre le confluent de deux rivières, le ruisseau de Canteloup au nord et le ruisseau d'Escource au sud, près de l'étang d'Aureilhan à l'est.
La motte castrale ou château à motte est une fortification médiévale, préfigurant les châteaux forts, formée par une butte de terre édifiée par l'homme et un système défensif plus ou moins complexe (fossé, levée de terre, palissade). Son édification repose toujours sur l'utilisation de matériaux locaux et d'une main d'œuvre nombreuse mais sans qualification particulière, à la différence des forteresses en pierre. Ce type d'habitats se développe au début du 2e millénaire, en relation avec l'émergence du système féodal. Pour l'aristocratie, il représente le symbole du pouvoir sur les terres et sur les hommes.
En pays de Born, ces ouvrages, entourés d'un fossé circulaire, sont réalisés en argile sur 15 à 30 mètres de diamètre et 4 à 6 mètres de haut. Leur sommet portait autrefois une tour en bois, demeure du seigneur et de sa famille. Entourée d'une palissade de protection, elle constituait une sorte de forteresse primitive. À l'intérieur de l'enceinte les demeures des gens du seigneur formaient une « petite agglomération », système qui a parfois constitué le noyau des futurs villages.
Le tuc de Houns, bâti en argile et blocs de pierre, est quant à lui constitué de deux mottes. La première supportait la tour seigneuriale, la seconde, la basse-cour. Moins haute, elle était aussi plus grande et pouvait ainsi accueillir la population paysanne en cas de danger.

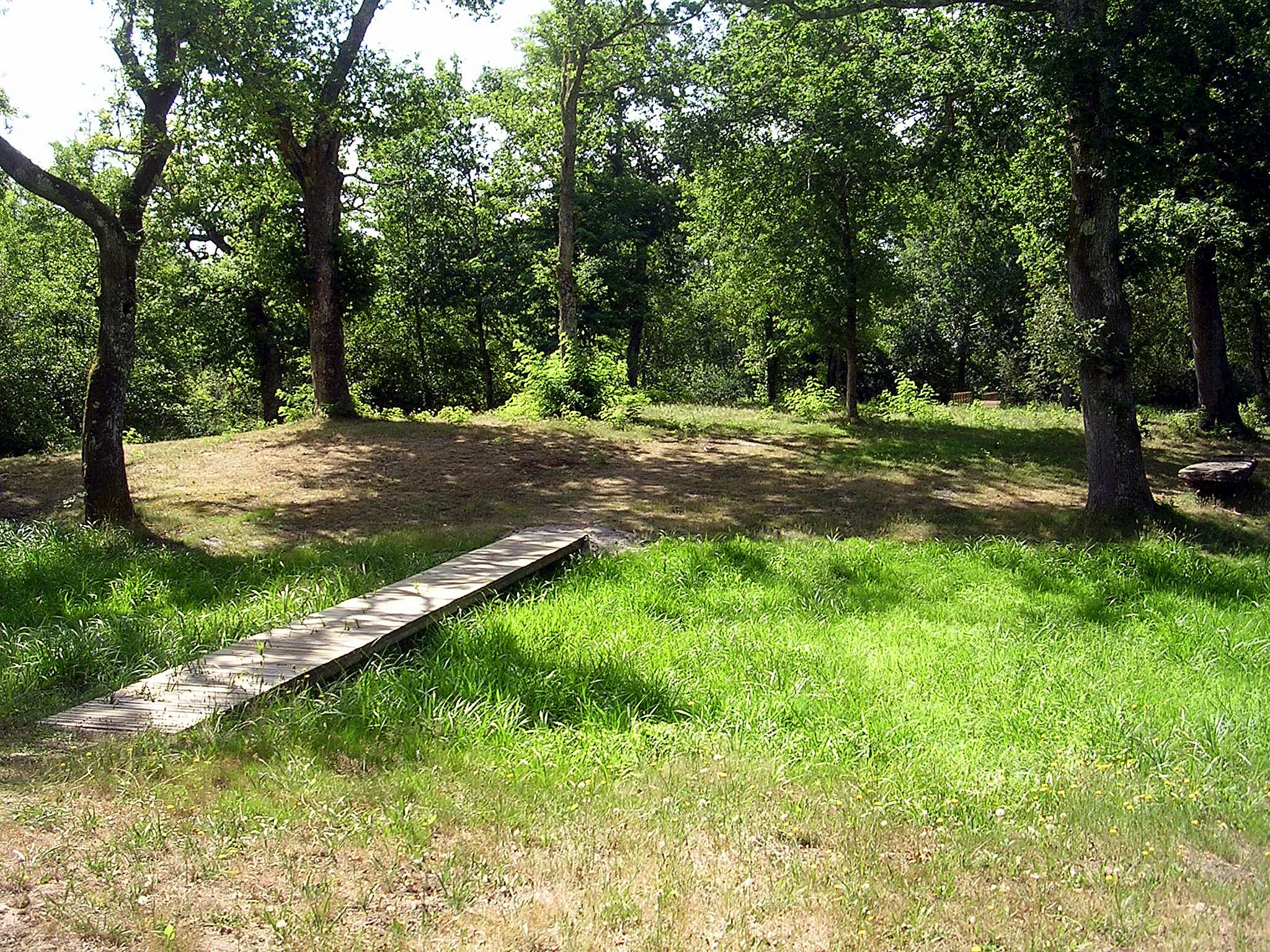
Tuc de Houns.